# Jadwiga Packiewicz
Jadwiga Weronika Packiewicz (ur. 14 maja 1900, zm. 29 marca 1971 w Warszawie) – polska poetka i tłumaczka.
Pracowała jako tłumacz przysięgły języka francuskiego, tłumaczyła prace naukowe związane z historią i sztuką. Razem z Kazimierą Bielawską przetłumaczyły prace Aleksandra Gieysztora, Bogusława Leśnodorskiego, Stanisława Herbsta i Zdzisława Rajewskiego. Jadwiga Packiewiczówna była także poetką, tworzyła używając pseudonimu Weronika Zamszańska.
Podczas II wojny światowej walczyła w szeregach Armii Krajowej w stopniu podporucznika. Po powstaniu warszawskim dostała się do niewoli, przebywała w Stalagu IV B – Muhlberg.

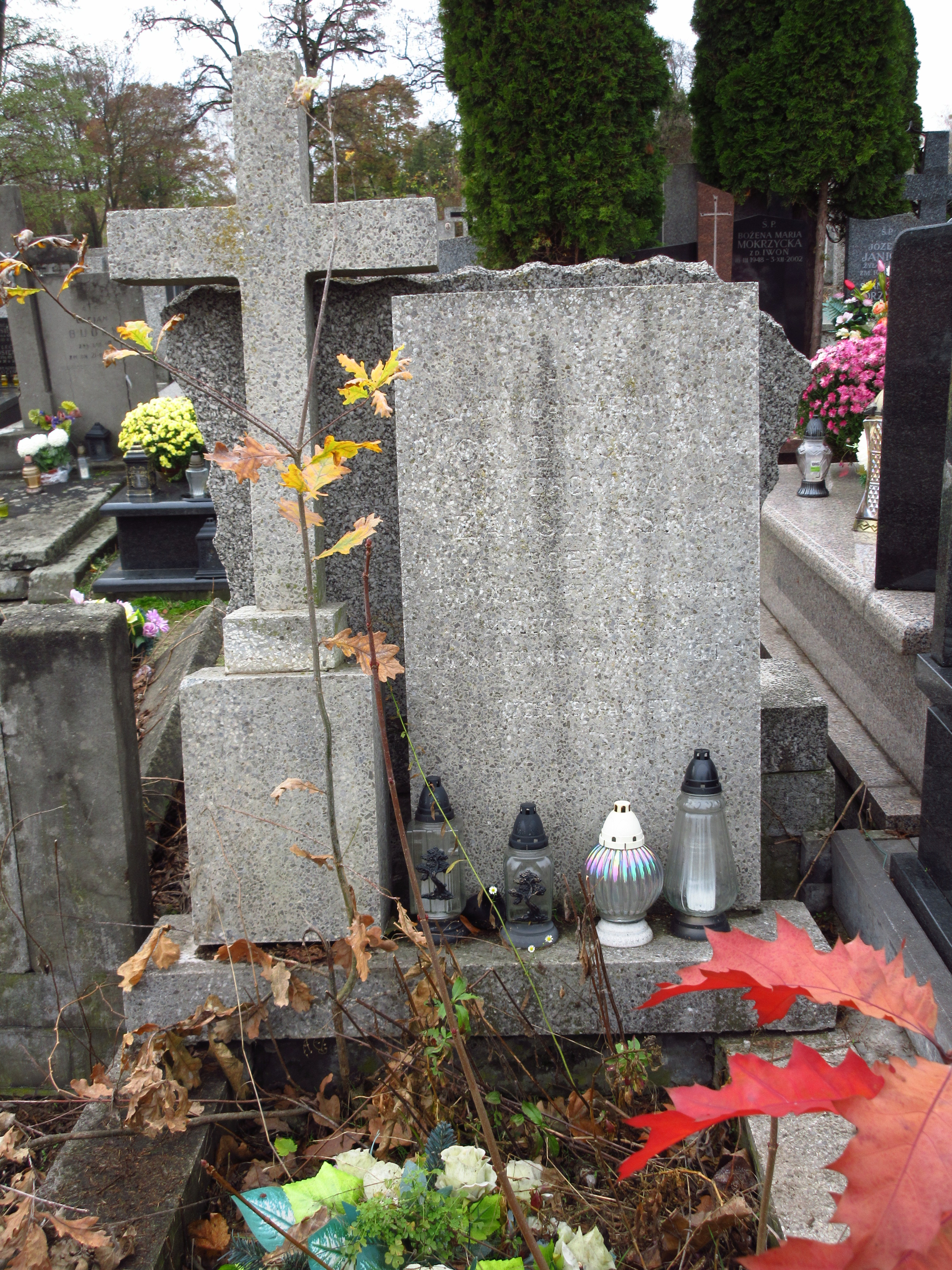
Grób Jadwigi Packiewicz na Cmentarzu Bródnowskim.

Została pochowana na cmentarzu Bródnowskim (kw. 35L-1-5).